# Every Teardrop Is a Waterfall
Singles de Coldplay
Christmas Lights
(2010) Paradise
(2011)
Pistes de Mylo Xyloto
M.M.I.X. Major Minus
Every Teardrop Is a Waterfall est le premier single extrait de Mylo Xyloto, cinquième album studio du groupe britannique Coldplay, édité en 2011.
Every Teardrop Is a Waterfall est disponible au téléchargement le 3 juin 2011, sauf au Royaume-Uni où le titre sort le 5 juin. Il est également vendu sous forme de EP digital sur
le service de vente en ligne iTunes Store, accompagné des titres Major Minus et Moving to Mars.
La chanson se classe 14e du Billboard Hot 100. En octobre 2011, ses ventes s'élèvent à 763 000 exemplaires selon Nielsen Soundscan. En janvier 2012, elle est nommée aux Grammy Awards dans la catégorie « Meilleure chanson rock » (« Best Rock Song »).
Le titre reprend des lignes mélodiques de I Go to Rio de Peter Allen (repris plus tard par Claude François sous le titre Je vais à Rio). Les auteurs de I Go to Rio sont d'ailleurs crédités pour Every Teardrop Is a Waterfall. 
On note aussi une ressemblance avec Ritmo de la Noche de Chocolate  (1990).